# PNOZ
PNOZ is een gedeponeerd handelsmerk van de onderneming Pilz GmbH & Co KG. Het product dat hieraan ten grondslag ligt, is een veiligheidsrelais. Het noodstoprelais is in het jaar 1987 als eerste ter wereld ontwikkeld. Dit relais vervangt de omslachtige bedrading van magneetschakelaars en voert veiligheidsfuncties uit.

## Productgeschiedenis
In het beginstadium van de besturingstechniek stonden de functie en daarmee de afbeelding van het proces in een besturing centraal. Relais bestuurden machines en installaties. Voor zover er inrichtingen voor het uitschakelen of de bescherming van personen bestonden, werd indien nodig de actuator van de energievoorziening gescheiden. Dit type beveiligingssysteem kon bij storingen buiten werking worden gesteld, zodat er geen sprake meer was van een beveiligingsfunctie. Daarom is nagedacht over mogelijkheden voor het veiligstellen van dergelijke scheidingsfuncties.
Speciale relaisschakelingen zoals de combinatie van 3 magneetschakelaars waren een eerste resultaat van dergelijke overwegingen. Deze apparaatcombinaties leidden tot de ontwikkeling van het eerste veiligheidsrelais, de PNOZ. Hiervoor ontving Pilz een octrooi met het nummer 4033801. Hier een uittreksel uit het octrooischrift: Een tweekanalig noodstoprelais is voor het initialiseren van de kanalen na een uitschakelproces voorzien van een eerste initialisatieschakeling, die met behulp van een willekeurig te bedienen handknop wordt geactiveerd. Om ook na het terugkeren van de voedingsspanning het noodstoprelais automatisch in de ingeschakelde toestand te brengen, is een tweede initialisatieschakeling voorhanden, die werkt afhankelijk van het terugkeren van de spanning en anders inoperatief is.

## Beschrijving
Veiligheidsrelais zijn apparaten die veiligheidsfuncties uitvoeren. Een dergelijke veiligheidsfunctie heeft als taak het in het kader van een gevaarlijke situatie bestaande risico door passende maatregelen tot een acceptabel niveau te reduceren. Dit kunnen veiligheidsfuncties zijn zoals:
- Noodstopknoppen
- Hekken
- Lichtschermen
- Schakelmatten
- Tweehandenbediening
- Tijdvertraging

Veiligheidsrelais bewaken dus een specifieke functie; door de schakeling met verdere veiligheidsrelais garanderen ze de totale bewaking van een machine of installatie.
De veiligheidsrelais voldoen aan de eisen van EN 60947-5-1, EN 60204-1 en VDE 0113-1.

## Opbouw en functie
De veiligheidsrelais verschillen primair wat betreft de technologische opbouw:
- klassiek op basis van met contacten werkende relaistechniek
- met elektronische verwerking en potentiaalvrije uitgangen met contacten
- tot aan volledig elektronische relais met halfgeleideruitgangen

Veiligheidsrelais moeten altijd zodanig zijn opgebouwd dat – bij een juiste schakeling – noch een storing in het relais, noch een extern door een sensor of actuator veroorzaakte storing tot verlies van de veiligheidsfunctie kan leiden.
Bij een normaal relais worden een draadspoel en de mechanische beweging van de metalen contacten gebruikt om de belasting in en uit te schakelen. Na herhaalde schakelcycli kunnen de metalen contacten verkleven. Als dat gebeurt en de bediener de noodstopknop indrukt, zou de machine verder lopen. Daardoor zou een gevaarlijke toestand voor de bediener ontstaan. Veel Europese, Amerikaanse, nationale en internationale standaarden en veiligheidsnormen verbieden daarom het gebruik van eenvoudige relais of magneetschakelaars op gevaarlijke machines.
De typische opbouw van een veiligheidsrelais van de eerste generatie in de relaistechniek is gebaseerd op de klassieke combinatie van 3 magneetschakelaars. De redundante opbouw zorgt ervoor dat fouten in de schakeling niet tot het verlies van de veiligheidsfunctie leiden. Door twee relais (K1, K2) met mechanisch gedwongen contacten worden de veilige schakelcontacten beschikbaar gesteld. De beide ingangscircuits CH1 en CH2 sturen telkens een van de beide interne relais aan. Via het startrelais K3 wordt de schakeling gestart. Een verder bewakingscircuit ligt tussen de aansluitpunten Y1 en Y2 (terugkoppelcircuit). Deze aansluiting dient voor de controle en positiebewaking van actuatoren die via de veiligheidscontacten worden aangestuurd of uitgeschakeld. Het apparaat is zodanig opgebouwd dat het fouten in het ingangscircuit zoals het "verkleven" van een contact van de noodstopknop of van een van de veiligheidscontacten van het uitgangsrelais herkent. De veiligheidsinrichting voorkomt opnieuw inschakelen van het apparaat en daarmee het activeren van relais K1 en K2.